# Halcones de la Patria

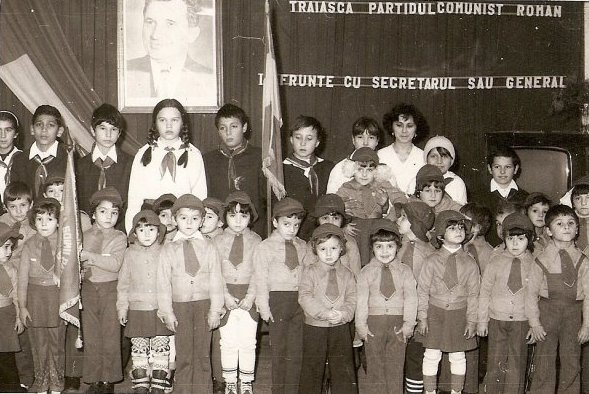
Miembros de Halcones de la Patria en 1983, bajo un retrato de N. Ceausescu.

Emblema de Şoimii Patriei

Los Halcones de la Patria (en rumano, Şoimii Patriei) fueron una organización comunista de Rumania para los niños de 4 a 7 años. Fue la única organización para estas edades en los países del campo socialista. 
Fundada en 1976. Su objetivo era el de contribuir a la «educación moral y cívica de los niños en el espíritu del humanismo y en el amor y el respeto a la patria, al pueblo y al Partido Comunista Rumano».
Los Halcones de la Patria llevaron a cabo sus actividades bajo la dirección del Partido y con la orientación de la Organización de Pioneros.
El ingreso en la organización se hacía en un ambiente festivo (incluyendo el uso de flores, banderas e insignias), en presencia de los padres, los representantes del Partido y los órganos estatales.
Sus uniformes eran; para los niños: pantalones azules (largos y cortos), camisa de color naranja, corbata roja con borde tricolor, sombrero de color azul, calcetines blancos, tarjeta de identificación; para las niñas: falda azul, blusa color naranja, pañuelo rojo con la borde tricolor, sombrero azul, calcetines blancos, tarjeta de identificación.